# Kockelscheuer
Kockelscheuer (luxemburgiska: Kockelscheier) är en liten stad i Roesers kommun i södra Luxemburg. 2001 hade staden 61 invånare. Här har bland annat tennisturneringen BGL-BNP Paribas Open Luxembourg spelats.

## Bildgalleri

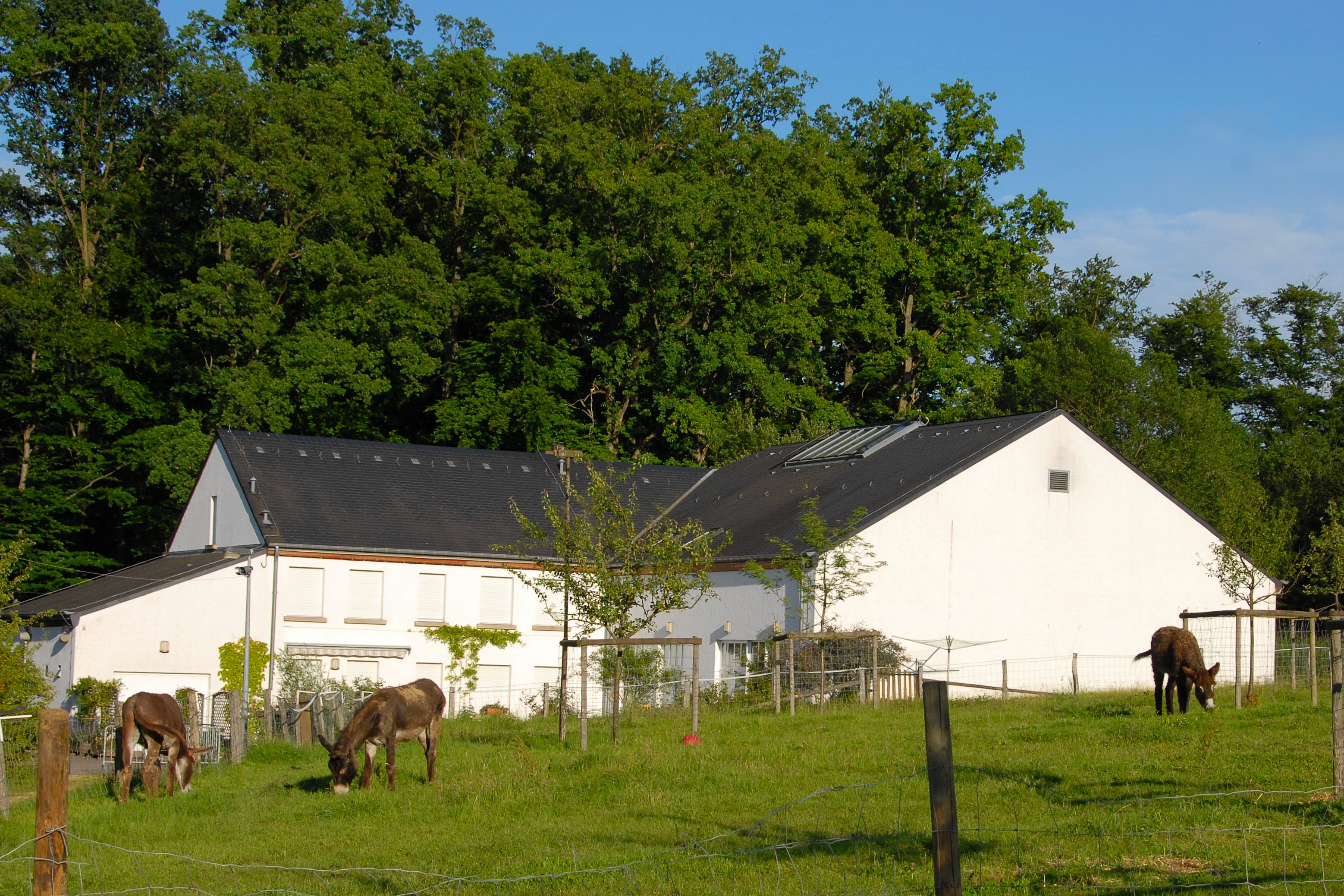
Haus vun der Natur
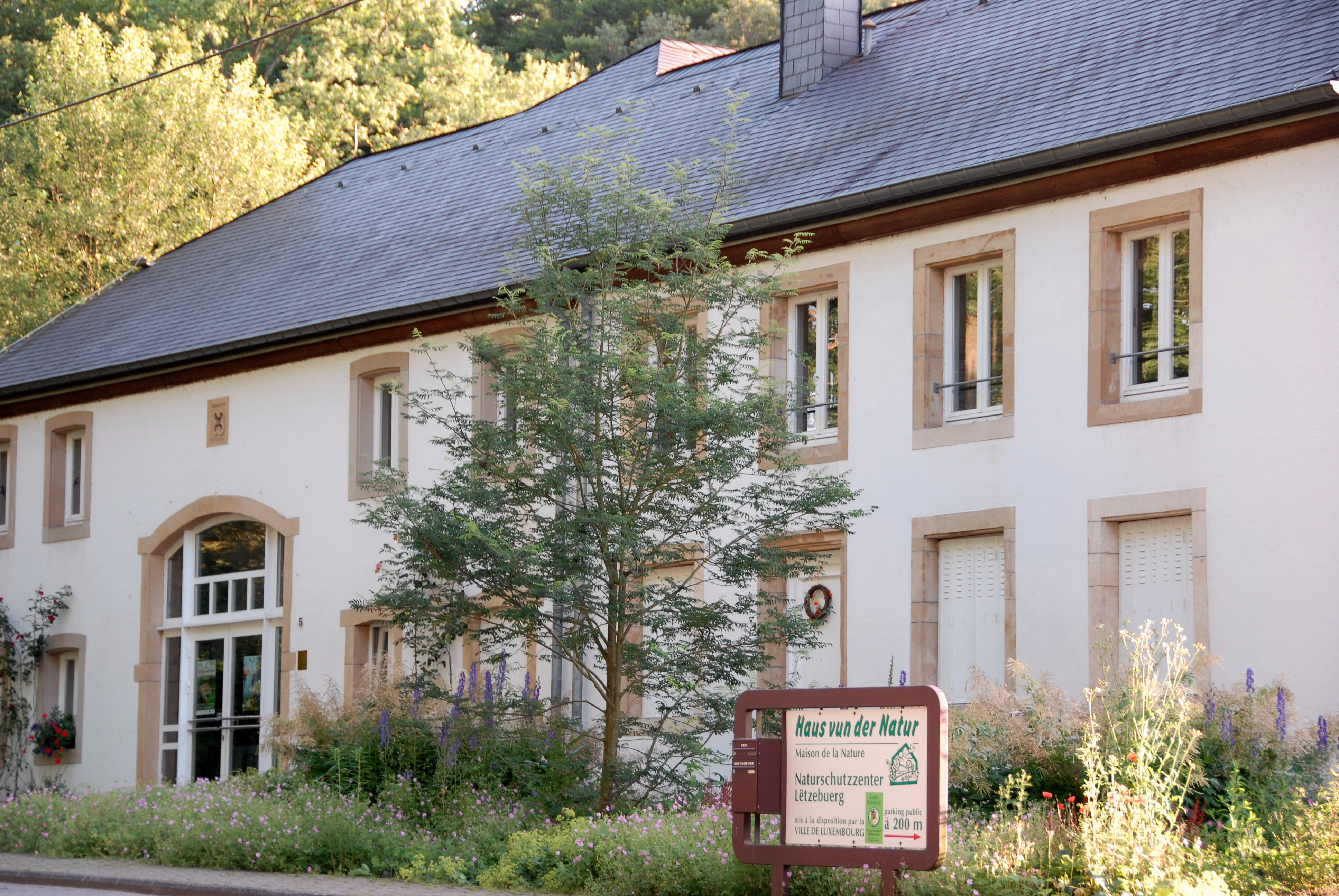
Haus vun der Natur